# Van Hool newA330 Fuel Cell
Der Van Hool A330 Fuel Cell ist ein elektrisch angetriebener, niederfluriger Stadtbus des belgischen Herstellers Van Hool. Der Bus basiert auf der A330-Plattform, ist 12 Meter lang und hat zwei oder drei Türen. Für den europäischen Markt wird die Variante A330 Fuel Cell Europa und für den amerikanischen Markt die Varianten A330 Fuel Cell USA und A300 L Fuel Cell USA angeboten.

## Einsatz in Europa
Der Hybrid-Antrieb des A330 Fuell Cell Europa funktioniert Brennstoffzellen-elektrisch. Die PEM-Brennstoffzellen, hergestellt von Ballard Power Systems, liefern den Strom für den Elektromotor mit 210 kW Leistung, hergestellt von Siemens. Zusätzliche Lithium-Ionen-Akkumulatoren unterstützen den Antrieb. Die Busse werden in der Van Hool-Produktionsniederlassung in Koningshooikt gebaut.
Im Jahr 2008 wurden in der Provinz Südholland Testfahrten mit dem A330 Fuel Cell durchgeführt. Später wurde dieser Bus dem belgischen Verkehrsunternehmen De Lijn übergeben. Weitere Einsätze fanden in europäischen Metropolen statt.
2015 haben Van Hool und Transport for London einen Vertrag über die Lieferung von zwei Bussen des Typs A330 Fuel Cell abgeschlossen. Die Busse fahren auf der Linie RV1 im Londoner Stadtzentrum.
Im Frühjahr 2018 erhielt Van Hool den Auftrag zur Lieferung von zehn A330 Fuel Cell-Bussen an die Wuppertaler Stadtwerke und 30 weiteren Fahrzeugen des gleichen Typs an Regionalverkehr Köln. Die Beschaffung wird durch das BMVI und das Programm Horizont 2020 gefördert. In Wuppertal wurde der erste der insgesamt 10 Busse im Dezember 2019 in Betrieb genommen, die weiteren Busse folgen zu Beginn des Jahres 2020. Der Stückpreis liegt bei 650.000 €.

## Einsatz in Vereinigten Staaten

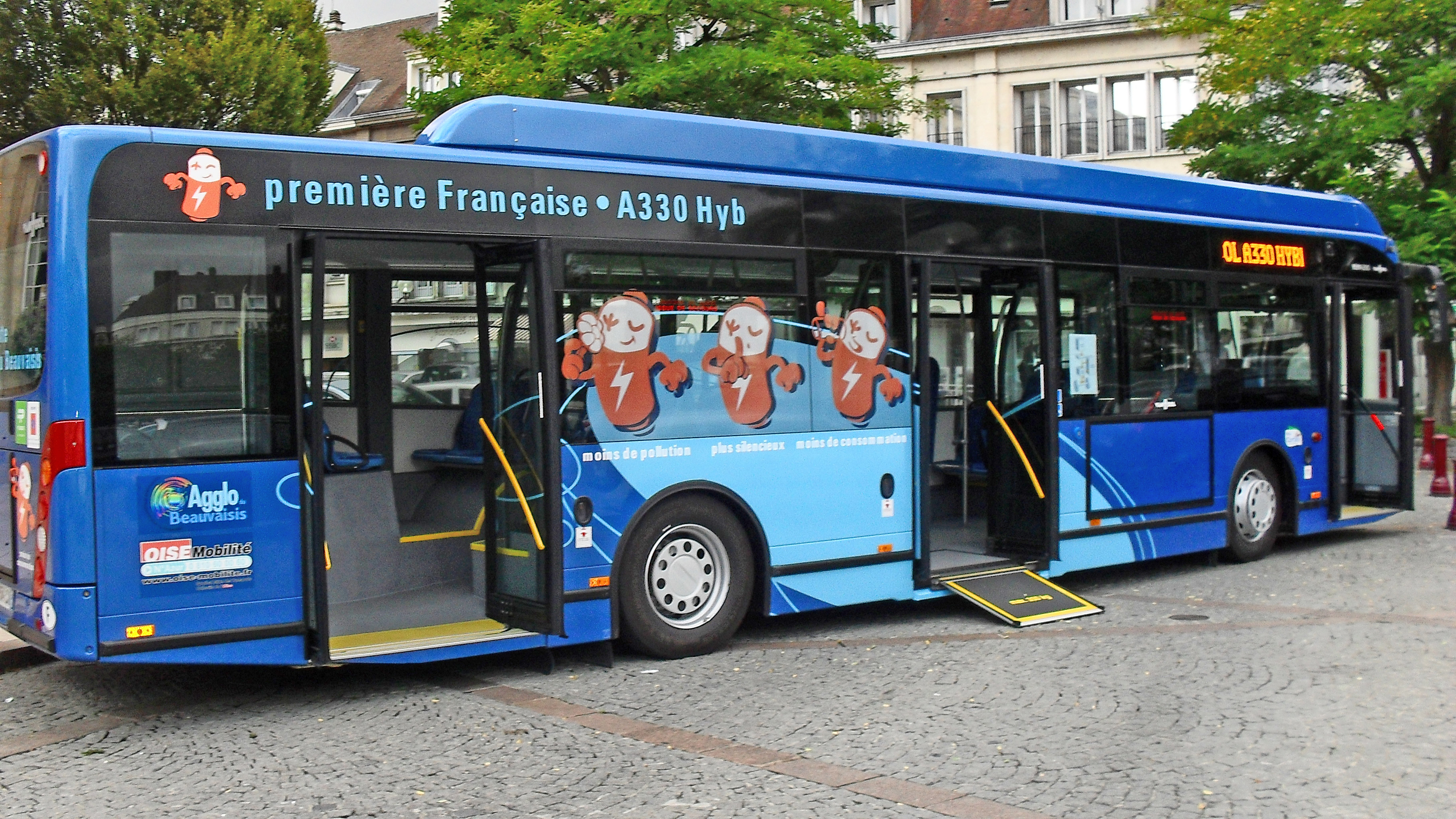
A300 L Fuel Cell USA in Beauvais

Seit 2004 gibt es in den USA einen Van Hool Wasserstoffbus. Dieser wurde auf Basis des A330 entwickelt und war ein Modell für den europäischen und später für den amerikanischen Markt, der aus dem A300L entwickelt wurde. Die ersten Modelle des A330 Fuel Cell wurden von PEM-Brennstoffzellenmodulen der United Technologies Corporation mit 120 kW, zwei Siemens-Fahrmotoren mit je 85 kW und einer Zebra-Batterien mit 95 kW angetrieben. Die Komponenten wurden von ISE (Unternehmen) in den Bus eingebaut.
Vier Busse wurden im Rahmen der CaFCP eingesetzt, davon drei seit 2005 bei dem regionalen Busanbieter AC Transit in Alameda County und Contra Costa County im Westen der Bucht von San Francisco. Der vierte Bus wurde von SunLine im Bereich Palm Springs und Coachella Valley seit Anfang 2006 betrieben.
Ein fünfter Bus wird seit April 2007 von CTTransit im Gebiet Hartford (Connecticut) eingesetzt. Es ist der erste Wasserstoffbus an der Ostküste der Vereinigten Staaten.

## Varianten
Quelle: Van Hool
|                      | A330 fuel cell Europa | A330 fuel cell USA | A300 L fuel cell USA |
| -------------------- | --------------------- | ------------------ | -------------------- |
| Länge (mm)           | 13155                 | 13155              | 12360                |
| Höhe (mm)            | 3420                  | 3420               | 3460                 |
| Breite (mm)          | 2550                  | 2550               | 2590                 |
| Sitzplätze           | 34                    | 34                 | 28                   |
| Radstand (mm)        | 5110 + 1690           | 5110 + 1690        | 6840                 |
| Überhang vorne (mm)  | 2715                  | 2715               | 2055                 |
| Überhang hinten (mm) | 3640                  | 3640               | 3225                 |
| Einsteighöhe (mm)    | 330                   | 330                | 370                  |